# Ondřej Zamazal
Ondřej Zamazal (* 23. ledna 1981, Most) je český televizní redaktor. Pracuje jako reportér, moderátor a komentátor v České televizi. Specializuje se na lední hokej, atletiku, florbal, plavání a další sporty. Přímo v dějišti se podílel na vysílání z olympijských her v Pekingu 2008 a Vancouveru 2010. Jako reportér se účastnil 6 mistrovství světa v hokeji (2004–11) a jako komentátor a reportér 7 MS ve florbalu (2003–12). Je známý širokým úsměvem, kterým doprovází svá vystoupení na televizní obrazovce. V letech 2009 a 2011 se přihlásil do konkurzu na generálního ředitele České televize, ale byl vyřazen kvůli chybějícím formalitám, resp. vypadl v první fázi volby. Zabývá se i vědeckou činností, ve svém postgraduálním studiu se zaměřuje na fungování médií v Československu ve 40. a 50. letech a jejich roli v politických procesech. V redakci sportu ČT má přezdívku Doktor.

## Vzdělání
- 1987–1995 – Základní škola v Litvínově-Janově
- 1995–1999 – Gymnázium T. G. Masaryka v Litvínově
- 1999–2002 – FSV UK Praha, Bc. v oboru žurnalistika
- 2002–2005 – FSV UK Praha, Mgr. v oboru mediální studia
- 2005 – FSV UK Praha, PhDr. – státní rigorózní zkouška v oboru mediální studia
- od 2006 – postgraduální studium na FSV UK

## Televizní kariéra
Každý rok znamená začátek v dané části.
- 2000 – reportáže ze zpravodajství
- 2002(04) – reportér na PP
- 2003 – florbalový Magazín F
- 2004 – zpravodajství Olympijského studia
- 2005 – moderování zpráv na ČT24
- 2006 – komentování PP, reportérská práce ze zahraničí
- 2007 – pravidelné komentování florbalových PP
- 2008 – komentování velkých sportovních akcí (OH, MS) a hokejové extraligy
- 2009 – rozšíření profesního zaměření o klasické lyžování